# Чернецкий, Исаак Исаевич
Исаак Исаевич Чернецкий (12 апреля 1852, Ананьев, Херсонская губерния — 15 декабря 1908, Кишинёв, Бессарабская губерния) — русский военный капельмейстер и композитор. Автор маршей «Голубая даль» и «Старинный марш». Отец композитора Льва Чернецкого.

## Биография
Родился в Ананьеве, в семье мещанина Шаи Нухимовича Чернецкого (1830 — 21 ноября 1902). В 1874—1878 годах — капельмейстер 55-го пехотного Подольского полка. С полком участвовал в Русско-Турецкой войне. Согласно послужному списку, возглавлявший музыкальный хор И. И. Чернецкий в ходе боёв за Шипку поднял в атаку свой полк на защиту Шипкинского перевала, за что в августе 1877 года награждён орденом Святого Станислава третьей степени с мечами. 13 августа 1877 года вместе с полковым врачом организовал и возглавил санитарный отряд из музыкантов полка для выноса с поля боя раненых и убитых, за что был награждён орденом Святой Анны третьей степени с мечами. В 1878—1885 годах — капельмейстер 56-го пехотного Житомирского полка. В 1885—1887 годах — капельмейстер 22-го драгунского Астраханского полка. Личный дворянин.
С 1887 года — капельмейстер 24-го драгунского Лубенского полка в Кишинёве. Играл на альте в квартете Кишинёвского отделения Русского музыкального общества (1899) —  И. Чернецкий, В. Салин, И. Лаздин (скрипки), И. Брик (виолончель). В 1903 году «начальник музыкантской команды» Исаак Чернецкий стал одним из организаторов самообороны во время еврейского погрома в Кишинёве. С 1902 года в его семье жил младший брат (от второго брака отца) — будущий композитор С. А. Чернецкий, который после окончания музыкальных классов местного отделения Императорского русского музыкального общества поступил в полк Исаака Чернецкого помощником капельмейстера. Духовой оркестр Военного министерства СССР под управлением С. А. Чернецкого, среди прочего, в 1944 году выпустил грамзапись вальса «Голубая даль» Исаака Чернецкого. Помимо маршей «Голубая даль» и «Старинный марш», широкой известностью пользовалась мазурка И. Чернецкого.
Помимо службы в оркестре, Исааку Чернецкому принадлежало кишинёвское «Фотоателье И. И. Чернецкого» на Семинарской улице в доме № 101 (угол Харлампиевской). Участвовал в издании «Сборника исторических и встречных маршей» в партитурах под редакцией О. Р. Фреймана в 4-х томах (Лейпциг, 1904).
В 1906 году, упав с лошади, перенёс «паралич спинного мозга» и был помещён в Костюженскую психиатрическую больницу под Кишинёвом. 30 сентября того же года исключён из списка 24-го драгунского полка по болезни. Умер в Костюженах 15 декабря 1908 года.

## Семья
- Брат — Лейб Исаевич Чернецкий (1 февраля 1866 — ?), с 1 сентября 1892 года капельмейстер 16-го стрелкового Его Величества Императора Александра III полка (в 1893—1894 годах дислоцированного в Ливадии), в 1905 году в составе полка принял участие в боевых действиях под Мукденом, руководил оркестром и работал на перевязочных пунктах (награждён серебряной медалью на Георгиевской ленте с надписью «За храбрость»). Был женат[19] на Любови Давидовне Галай (1868—1924, Париж)[20], трое детей — Давид (18 февраля 1894), Александр (9 августа 1895) и дочь Клара (20 февраля 1897).
- Племянник — Исайя (Александр) Львович Чернецкий (1895 — не ранее 1947), был типографом и издателем, принимал участие в выпуске эмигрантских периодических изданий, в том числе газет «Вечернее время», «Возрождение», «Дни», «Последние новости», журналов «Звено», «Современные записки»; сотрудник редакции газеты «Русские новости»[21]. Был женат на Евгении Ароновне Фукс (1908—1934).
- Жена — Лея (Елизавета) Исааковна Чернецкая, дети — Нухим (2 августа 1873, Кишинёв), Лев (Лейб, 1875), Хаим (12 ноября 1877, Кишинёв)[22] и Анна (8 февраля 1882)[23].

## Галерея
- Фотопортрет И. И. Чернецкого